# Ірвін (Південна Кароліна)
Ірвін (англ. Irwin) — переписна місцевість (CDP) в США, в окрузі Ланкастер штату Південна Кароліна. Населення — 1321 особа (2020).

## Географія
Ірвін розташований за координатами 34°41′38″ пн. ш. 80°49′20″ зх. д. / 34.69389° пн. ш. 80.82222° зх. д. (34.693897, -80.822318).  За даними Бюро перепису населення США в 2010 році переписна місцевість мала площу 7,74 км², з яких 7,73 км² — суходіл та 0,01 км² — водойми.

## Демографія
Згідно з переписом 2010 року, у переписній місцевості мешкало 1405 осіб у 530 домогосподарствах у складі 379 родин. Густота населення становила 181 особа/км².  Було 557 помешкань (72/км²).
Расовий склад населення:
| - 67,8 % — білих - 28,9 % — чорних або афроамериканців - 0,3 % — корінних американців - 0,1 % — азіатів - 2,1 % — осіб інших рас |

До двох чи більше рас належало 0,9 %. Частка іспаномовних становила 3,6 % від усіх жителів.
За віковим діапазоном населення розподілялося таким чином: 25,2 % — особи молодші 18 років, 59,8 % — особи у віці 18—64 років, 15,0 % — особи у віці 65 років та старші. Медіана віку мешканця становила 37,2 року. На 100 осіб жіночої статі у переписній місцевості припадало 88,3 чоловіків;  на 100 жінок у віці від 18 років та старших — 84,4 чоловіків також старших 18 років.
Середній дохід на одне домашнє господарство  становив 40 282 долари США (медіана — 36 351), а середній дохід на одну сім'ю — 53 330 доларів (медіана — 41 172). За межею бідності перебувало 20,6 % осіб, у тому числі 20,5 % дітей у віці до 18 років та 21,6 % осіб у віці 65 років та старших.
Цивільне працевлаштоване населення становило 835 осіб. Основні галузі зайнятості: виробництво — 26,1 %, роздрібна торгівля — 23,5 %, фінанси, страхування та нерухомість — 13,3 %, публічна адміністрація — 9,8 %.